# Mega (Espagne)
Mega est une chaîne de télévision privée espagnole appartient à Atresmedia, qui est diffusé via les plates-formes de télévision payante Movistar+ et Vodafone TV depuis le 1er juillet 2015. Son principal concurrent est la chaîne thématique Energy, détenue par Mediaset España Comunicación. Le but de la chaîne était notamment de remplacer Nitro et Xplora, toutes deux perdues en 2014. La chaîne diffuse notamment des séries, des documentaires et du sport.

## Identité visuelle (logo)

Logo de MEGA depuis le 1er juillet 2015